# ドン・ジョヴァンニ
『ドン・ジョヴァンニ』（Il dissoluto punito, ossia il Don Giovanni（罰せられた放蕩者またはドン・ジョヴァンニ）, K.527）は、ヴォルフガング・アマデウス・モーツァルトが1787年に作曲したオペラ・ブッファ（あるいはドラマ・ジョコーソ）である。

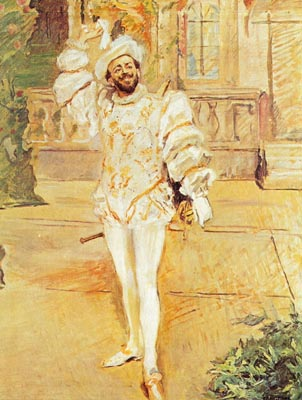
マックス・スレーフォークト画ドン・ジョバンニを演じるフランシスコ・ダンドラーデ1903年

## 概要

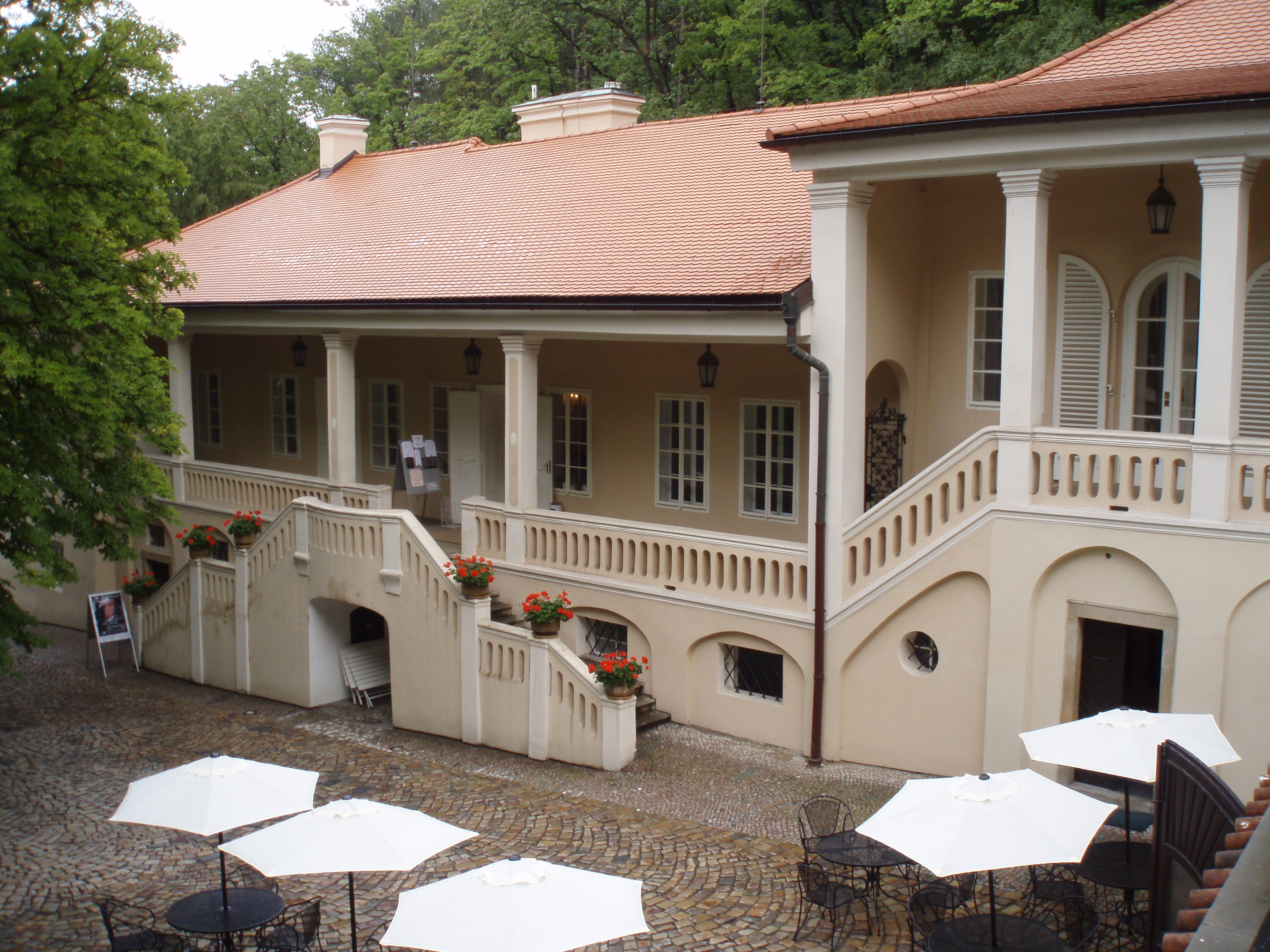
邸宅ベルトラムカ。ここで『ドン・ジョヴァンニ』を書き上げた

初演は、作曲を依頼したプラハのエステート劇場（スタヴォフスケー劇場）で同年10月29日にモーツァルト自身の指揮で行われた。また、ウィーンでの初演は1788年5月7日であった。
『フィガロの結婚』はウィーンではそれほど評判にならなかったが、プラハでは大ヒットし、作曲家が招かれることになった。モーツァルトは街行く人々が鼻歌にフィガロの一節を歌うのに接して大いに感激し、父親への手紙にその評判を書き送っている。その結果、翌シーズンのために新しい作品を依頼された結果できたのがこの作品である。
初演に先立ち、書き掛けの原稿を持ってプラハにやってきたモーツァルトは、友人のドゥシェク夫妻の別荘に滞在して最終仕上げを急いだが、前夜になっても序曲だけは未完成であった。彼は眠気を押さえるために妻コンスタンツェの話を聞いたり飲み物を作ってもらったりしながらほぼ徹夜で総譜を書き上げ、ようやく朝には写譜屋に草稿を渡せたのだという。
台本は『フィガロ』に引き続きロレンツォ・ダ・ポンテによった。ドン・ジョヴァンニはスペインの伝説の放蕩者ドン・ファンの物語の主人公である。もっとも古い作品はティルソ・デ・モリーナ（1630年）といわれるが、ダ・ポンテはオペラ化するにあたり、同時代のベルターティの先行作『ドン・ジョヴァンニまたは石の客』（1787年）やモリエールの『ドン・ジュアン』（1665年）を参考にしたものと思われる。特に、ドンナ・エルヴィーラはモリエールの創作と思われ、この作品からの影響は明らかである。
モーツァルトは、この作品を「ドラマ・ジョコーソ」と呼んだ。ドラマが正調の悲劇を表すのに対しジョコーソは喜劇的の意味であり、作曲者がこの作品に悲喜劇両方の要素を込めたと解釈する研究者もいる一方、単に喜劇の意味であるとする解釈もある。このような議論が生ずる理由の一つは、第2幕の最後に置かれたドン・ジョヴァンニの地獄落ちに至る場面の強烈な音楽や、執拗に彼を追いかけるエルヴィーラの行動と彼女に与えられた音楽に、通常のオペラ・ブッファらしからぬ悲劇性を感じ取ることができるからであろう。
ウィーンでの初演にあたり、当地の聴衆の好みや歌手の希望に応じて一部改訂して上演したが、今日ではプラハ版を元にした上で、ウィーン版で追加されたナンバーのいくつかを追加して上演することが多い。
日本初演は1948年12月14日、東京・帝国劇場における藤原歌劇団の公演、藤原義江、宮本良平、石津憲一、木下保ほかのソロ、マンフレート・グルリット指揮東宝交響楽団によって実現した。
演奏時間は第1幕90分、第2幕80分で、合計約2時間50分

## 登場人物
ドン・ジョヴァンニ　Don Giovanni（バリトン）
ドン・ファンも参照
女たらしの貴族。従者のレポレッロの記録によると、各国でおよそ2000人、うちスペインですでに1003人の女性と関係を持ったという。老若、身分、容姿を問わぬ、自称「愛の運び手」。剣の腕もたち、騎士団長と決闘して勝つほど。
レポレッロ　Leporello（バス）
ジョヴァンニの従者。ドン･ジョヴァンニにはついていけないと思っているが、金や脅しでずるずるついていってしまっている。ドン・ジョヴァンニから見ても美人の妻を持つ妻帯者だが、ドン･ジョヴァンニの「おこぼれ」にあずかり楽しむこともあるようだ。ドン・ジョヴァンニとそっくりという設定（2人が入れ替わるシーンがあるため）。
ドンナ・アンナ　Donna Anna（ソプラノ）
騎士長の娘でオッターヴィオの許嫁。ドン・ジョヴァンニに夜這いをかけられ、抵抗したところに駆けつけた父親を殺される。
騎士団管区長　Il Commendatore（バス）
アンナの父。娘を救おうとしてジョヴァンニに殺されるが、石像として彼に悔い改めるよう迫る。
ドン・オッターヴィオ　Don Ottavio（テノール）
アンナの許婚。復讐は忘れて結婚するようドンナ・アンナを説得しようとするが、果たせない。
ドンナ・エルヴィーラ　Donna Elvira（ソプラノ）
かつてジョヴァンニに誘惑され、婚約するもその後捨てられたブルゴスの女性。始終ジョヴァンニを追い回し、彼を改心させようと試みる。元は身分ある女性だったようで、ドンナ・アンナたちも圧倒されるほど気品に溢れている。ドン・ジョヴァンニが食指を動かすほど美しい召使を連れている。
ツェルリーナ　Zerlina（イタリア語の発音ではヅェルリーナ）（ソプラノ）
村娘でマゼットの新婦。田舎娘に似合わずコケティッシュでしたたかな娘。結婚式の最中にドン・ジョヴァンニに口説かれ、その気になる。
マゼット　Masetto（バス）
農夫。ツェルリーナの新郎。嫉妬深く、ツェルリーナの浮気な行動にやきもきするが、結局のところ、尻に敷かれている。村の若者のリーダー的存在。

## 楽器編成
- フルート2、オーボエ2、クラリネット2、ファゴット2、ホルン2、トランペット2、トロンボーン3、ティンパニ、マンドリン、弦楽合奏
- レチタティーヴォでチェンバロとチェロ
- 第1幕フィナーレで舞台上に
  - オーケストラ1：オーボエ2、ホルン2、チェロを欠いた弦楽
  - オーケストラ2：ヴァイオリン（複数）、コントラバス
  - オーケストラ3：ヴァイオリン（複数）、コントラバス
- 第2幕フィナーレで舞台上にオーボエ2、クラリネット2、ファゴット2、ホルン2、チェロ

## あらすじ

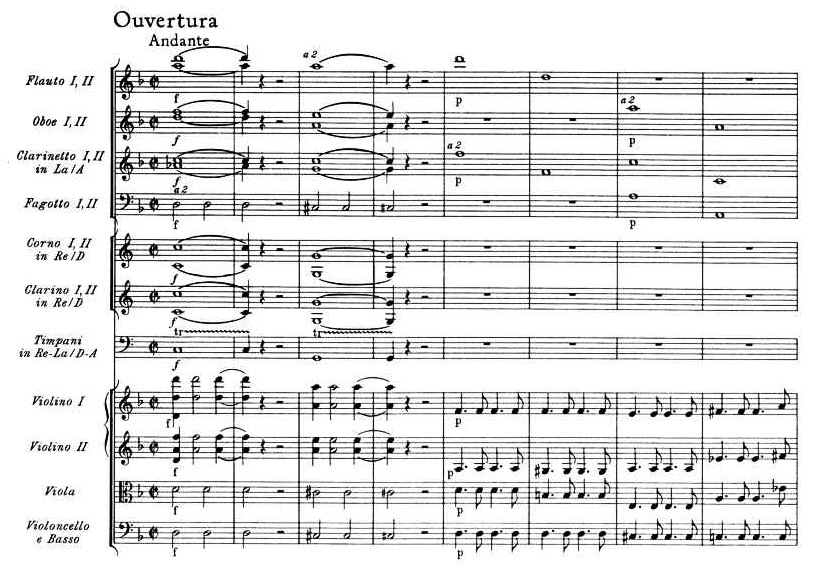
序曲の冒頭部分（総譜）

序曲はわずか一晩で書かれたが（1～2日かかったという説もある）、円熟した曲に仕上がっており、演奏会で独立して演奏されることもしばしばである。騎士長の亡霊の場面の序と軽快なアレグロからなるソナタ形式。なお、この序曲ははっきりした終結部を持たず、そのままオペラの導入曲につながるので、モーツァルト自身が、演奏会用の華々しい終結部を別に作曲している。

### 第1幕
幕が開く。時間は明け方。場面はセビーリャ市内、騎士長の邸宅の前で、従者レポレッロはこんな主人に仕える仕事はいやだとぼやいている。ドン・ジョヴァンニは騎士長の娘であるドンナ・アンナの部屋に忍び込んだが、彼女に騒がれ逃げようとした。そこへ騎士長が登場し、ジョヴァンニに斬りかかるが逆に殺される。アンナは悲嘆に暮れ、許嫁のオッターヴィオに復讐を果たしてほしいと求める。
騎士長宅から逃れたジョヴァンニがレポレッロを見つけたところで、昔棄てた女のドンナ・エルヴィーラに見つかってしまう。しかしジョヴァンニはその場をレポレッロに任せて去る。残されたレポレッロはエルヴィーラに「旦那に泣かされたのはあんただけじゃないよ。イタリアでは640人、ドイツでは231人、しかしここスペインでは何と1003人だ。」と有名な「恋人のカタログの歌」を歌って慰めたつもりになっている。あきれてエルヴィーラは去る。
場面が変わり、マゼットとツェルリーナの新郎新婦が村の若者とともに登場し、結婚の喜びを歌っているところにジョヴァンニが現れる。早速、新婦ツェルリーナに目をつけた彼は、彼女と二人きりになろうとして、皆を自宅に招待して喜ばせる。彼がツェルリーナを自らエスコートしようとするので、マゼットは拒むが、ツェルリーナ自身が大丈夫だと言い、ジョヴァンニが剣をちらつかせるので、マゼットは「わかりましたよ旦那」としぶしぶ引き、ツェルリーナに皮肉を言って去る。思わぬ展開に半べその彼女を早速ジョヴァンニが口説く「お手をどうぞ」のデュオ。ツェルリーナはあっけなく彼に手を取られて屋敷に向かおうとするが、そこに再び現れたエルヴィーラが、ジョヴァンニの本性を警告して彼女をジョヴァンニから逃す。
「今日はついてないな」とぼやくジョヴァンニの前に、騎士長の仇への復讐を誓っているオッターヴィオとアンナが登場する。しかしアンナは今朝忍び込んで父親を殺した者が目の前のジョヴァンニだとは気づいていない。ジョヴァンニは適当にごまかしてその場を去るが、彼の別れ際のひとことを聞いて、アンナはジョヴァンニが今朝の男だったと気づく。オッターヴィオはまだ半信半疑である。ここで許嫁のアンナを慰めるアリアを歌うが、これはウィーン初演のための追加ナンバーである。
場面は変わってジョヴァンニの屋敷。彼は招待客に酒や料理を振る舞い、「皆で元気に酒を飲め、おれはその間にカタログの名前を増やすのだ」という「シャンパンの歌」を豪快に歌う。
再びマゼットとツェルリーナが登場。マゼットは新婦ツェルリーナが軽薄で浮気者だと怒っている。しかし新婦は「ぶってよ私のマゼット」と下手に出て機嫌を取るので、単純なマゼットはすぐに機嫌を直す。
そこにエルヴィーラ、アンナ、オッターヴィオが、ジョヴァンニの罪を暴くため、仮面をつけてやってきて、祝宴に紛れ込む。みんなでダンスをしているとジョヴァンニはツェルリーナを別室に連れて行く。襲われて悲鳴をあげる彼女。それをきっかけに3人は仮面を脱ぎ捨て、ジョヴァンニを告発する。彼は、レポレッロを、ツェルリーナを襲った犯人に仕立ててごまかそうとするが、もはや誰もだまされない。ジョヴァンニは窮地に陥るが、大混乱の内に隙をみてレポレッロととも逃げ出し、第1の幕が降りる。

### 第2幕
夕方。レポレッロが主人にぼやいている。「もうこんな仕事はいやだ、お暇をもらいたい」というのだが、最終的には金で慰留されてしまう。さて今夜のジョヴァンニはエルヴィーラの女中を狙っており、女中に近づくためにレポレッロと衣服を取り替える。ちょうどその時、エルヴィーラが家の窓辺に現れたので、ジョヴァンニはレポレッロをエルヴィーラの家の前に立たせて自分のふりをさせ、自分は隠れた所から、いかにも反省したような嘘をつく。エルヴィーラは、ジョヴァンニが自分への愛を取り戻してくれたものと信じきって、ジョヴァンニに扮したレポレッロに連れ出される。一方、レポレッロに扮したジョヴァンニは、エルヴィーラの部屋の窓の下で、女中のためにセレナードを歌う（「窓辺に出でよ」）。
そこにマゼットが村の若い衆とともに登場する。皆、棍棒や銃を持ち、これからジョヴァンニを殺すのだという。これを聞いたジョヴァンニは、レポレッロの振りをして皆をあちこちに分散させ、自分とマゼットだけになると、剣の峰でマゼットを打ち据えて去る。
痛がるマゼットのもとにツェルリーナがやってきて、「そんな痛みはこの私が治してあげるわ」といって慰め、マゼットの手をとって自分の胸に当てる。すっかりその気になって痛みも忘れた新郎と、いそいそとその場を去る。
一方、エルヴィーラと思わぬデートをする羽目になったレポレッロは、何とかごまかして彼女から離れようとするものの、運悪くアンナとオッターヴィオに出くわしてしまう。逃げようとすると、マゼットとツェルリーナにも鉢合わせしまう。彼がジョヴァンニだと思っている4人は彼を殺そうとするが、エルヴィーラが現れてジョヴァンニのために命乞いをする。4人は、ジョヴァンニを恨んでいたはずのエルヴィーラが彼の命乞いをすることに驚くが、ジョヴァンニ（実はレポレッロ）のことを許そうとはしない。命の危険を感じたレポレッロはついに正体を白状し、一同は呆れる。レポレッロは平謝りしつつ隙をみて逃げ出す。
オッターヴィオは恋人のアンナを慰めるアリアを歌うが、ウィーン初演版ではこれはカットされた（代わりが第1のアリア）。続いてウィーン版の追加ナンバーで、ツェルリーナがレポレッロを捕らえてひどい目に合わせる二重唱と、エルヴィーラのアリア（ジョヴァンニの裏切りへの恨みと、彼を忘れられない自分の本心との矛盾に心を乱す内容）があるが、前者は通常省略される。
真夜中の2時、墓場でレポレッロと落ち合ったジョヴァンニに対し、騎士長の石像が突如口を利く。恐れおののくレポレッロと対照的に、ジョヴァンニは戯れに石像を晩餐に招待すると言い出し、石像はそれを承諾する。
オッターヴィオはアンナに結婚を迫るが、アンナは父親が亡くなったすぐ後なので今は適当な時期ではないという。オッターヴィオは非礼を詫びるが、これはアンナにオッターヴィオの真実の愛と誠実さを確信させアンナのアリアへとつながる。
ジョヴァンニは早速屋敷で食事の支度を始める。楽士が流行の音楽を演奏している。ビセンテ・マルティーン・イ・ソレルの『椿事（"Una cosa rara"）』やジュゼッペ・サルティの『2人が争えば3人目が得をする（鳶に油揚・漁夫の利、"Fra i due litiganti il terzo gode"）』といった他の作曲家のオペラの一節に続いて、モーツァルト自身の『フィガロの結婚』中のアリア「もう飛ぶまいぞこの蝶々」が演奏されると、レポレッロが「これは有名なやつだ」とコメントして観客を笑わせる。前年ヒットしたこの作品に託した、作曲者からプラハの聴衆へのサービスである。
晩餐が始まり、ジョヴァンニは旺盛な食欲を示してレポレッロに呆れられる（この部分はイ・ソレルの上記の曲の一部からの引用）。つまみ食いしたレポレッロをジョヴァンニがからかっているところにエルヴィーラが登場し、生き方を変えるべきだと忠告する。ジョヴァンニがまともに相手をしないので、エルヴィラは諦めて去ろうとするが、玄関で突然悲鳴を上げて別の出口から逃げ去る。何事かと見に行ったレポレッロもやはり悲鳴を上げて戻ってくる。約束どおりに騎士長の石像がやってきたのである。石像はジョヴァンニの手を捕まえ、「悔い改めよ、生き方を変えろ」と迫る。

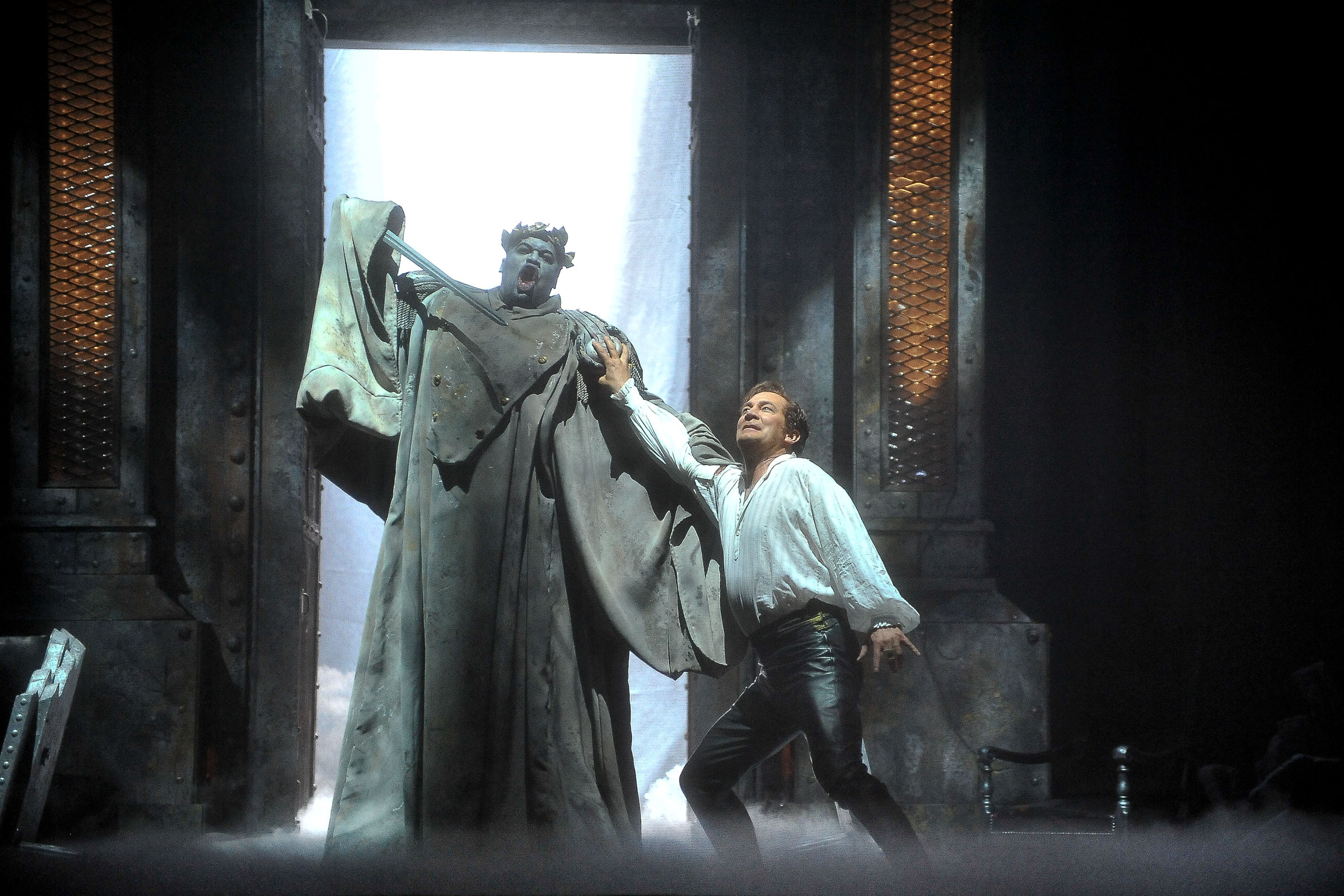
左:モリス・ロビンソンとデヴィッド・ピットシンガー（2011年）

ジョヴァンニは恐怖におののきながらも頑なにこれを拒否する。押し問答の後、「もう時間切れだ」といって石像が姿を消すと地獄の戸が開き、ジョヴァンニは地獄へ引きずり込まれる。
そこへエルヴィーラ、アンナ、オッターヴィオにマゼットとツェルリーナが登場する。レポレッロの説明を聞き、一同は彼が地獄に落ちたことを知る。以下プラハ版では、アンナは亡き父親のためにもう1年は喪に服したいといい、オッターヴィオも同意する。エルヴィーラは愛するジョヴァンニのために修道院で余生を送るという。マゼットとツェルリーナは家にもどってようやく落ち着いて新婚生活を始めようとする。レポレッロはもっといい主人を見つけようという（ウィーン版ではこれらの部分がカットされている）。一同、悪漢のなれの果てはこのようになると歌い、幕が下りる。

## ドン・ジョヴァンニの楽曲による作品
- ドン・ジョヴァンニの回想 (S.418) - フランツ・リストが1841年に発表したピアノ独奏用のパラフレーズ。技巧的な難度が高いことで知られる。自編による２台連弾用に編曲したものも存在。連弾も難曲中の難曲として知られ、独奏よりもさらに華麗な曲になっている。
- ラ・チ・ダレム変奏曲 - フレデリック・ショパンが1827年に作曲したピアノと管弦楽のための変奏曲。1829年のショパンのウィーンデビューで初演されて好評を博し、シューマンとの親交のきっかけとなった。
- 「ラ・チ・ダレム」の主題による12の変奏曲 ハ長調 WoO 28 - ルートヴィヒ・ヴァン・ベートーヴェンが1795年頃作曲したオーボエ2本・イングリッシュホルンのための変奏曲。